# Luigi Weiss
Luigi Weiss (* 17. Dezember 1951 in Vattaro) ist ein ehemaliger italienischer Biathlet und Skibergsteiger.
Luigi Weiss gehörte den italienischen Streitkräften an und startete für Fiamme Oro di Moena. Er nahm 1975 in Antholz erstmals an Biathlon-Weltmeisterschaften teil und wurde 49. des Einzels. Nächstes Großereignis waren die Olympischen Winterspiele 1976 in Innsbruck, bei denen er mit Lino Jordan, Pierantonio Clementi und Willy Bertin im Staffelrennen Sechster wurde. In den folgenden Jahren nahm Weiss bis 1983 an Weltmeisterschaften teil. Gut verliefen die Weltmeisterschaften 1978 in Hochfilzen, wo der Italiener Elfter im Einzel sowie Siebter im Sprint wurde. Seinen größten Erfolg erreichte er 1979 in Ruhpolding, wo er hinter Frank Ullrich und Odd Lirhus die Bronzemedaille im Sprintrennen gewann. Ein Jahr später folgte in Lake Placid bei den Olympischen Winterspielen 1980 ein weiterer Karrierehöhepunkt. Im Sprint wurde er 18., mit Arduino Tiraboschi, Adriano Darioli und Celestino Midali Staffel-Neunter. National gewann Weiss 12 Medaillen bei Italienischen Meisterschaften. 1978 gewann er den Titel im Sprint, 1979 im Einzel, 1981 nochmals im Sprint.
Weiss war auch ein erfolgreicher Skibergsteiger. 1975 gewann er gemeinsam mit Angelo Genuin und Bruno Bonaldi die Militärwertung der Trofeo Mezzalama, die in diesem Jahr zugleich als Weltmeisterschaft im Skibergsteigen galt.

## Resultate bei internationalen Meisterschaften
| Veranstaltung          | Einzel | Sprint | Staffel |
| ---------------------- | ------ | ------ | ------- |
| WM 1975 in Antholz     | 49     |        |         |
| OS 1976 in Innsbruck   |        |        | 06      |
| WM 1977 in Vingrom     | 25     | 27     | 07      |
| WM 1978 in Hochfilzen  | 11     | 07     | 08      |
| WM 1979 in Ruhpolding  | 57     | 03     | 05      |
| OS 1980 in Lake Placid |        | 18     | 09      |
| WM 1981 in Lahti       | 36     | 38     | 09      |
| WM 1982 in Minsk       | 37     | 14     |         |
| WM 1983 in Antholz     |        | 27     | 10      |